# الأشمونين (عمل)
أعمال الأشمونين هو تقسيم جُغرافي مصري استُحدث في عصر الدولة الفاطمية على جزء من أراضي كورة الأشمونين وأنصنا وشطب القديمة وهي من كور الوجه القبلي، وكانت قاعدتها مدينة الأشمونين، وظل العمل قائمًا بهذه الأعمال حتى بداية العصر العثماني في مصر.

## نواحي أعمال الأشمونين

### نواحي لا زالت موجودة إلى اليوم
| المحافظة | المركز    | القرى |
| -------- | --------- | --- |
| المنيا   | أبو قرقاص | أبيوهه · ديمى · أبوان عطية · بو قُرقُس · أتليدم · بو تماس · بلنسوره · الجزيرة الوسطانية · ساقية موسى · منتوت · منسفيس · منهري · سمنت · البربا الكبير · بني خيار · بني عبيد · جريس · البربا الصغير · أرض سيف والشماس · العسكرية                                                                                  |
| المنيا   | المنيا    | منية بني خصيب · ريدة · طهنه · طوّه · البرجاية · دير أسود · بنشها · بهدال · تلّا · دمشاو هاشم · دمشير · سفط الخمارة · سفط المهلبي · طحنشها · طوخ الخيل · الداودية · أدمو · جزيرة سكره وقُنيده وعسيله وشهيده · الواقية وقوار بني أحمد · منشية أباهور · دير عطية · جزيرة زهرة · دير سوادة · ماكوسه · منشية التركمان |
| المنيا   | دير مواس  | البدرمان · دلجه · سِمو · البرقا · تنوف · دير ماواس · طوخ تنده · رمجوس · بني ليث |
| المنيا   | سمالوط    | أطسا المدينة · بو قلنكه · البيهو · الطيبة · القمدير · سملّوط · قيدوها · بني سراج · طهمايه وبني غني · دير سملّوط |
| المنيا   | ملوي      | إبشادة · الأشمونين · تُنيّه · دروط أشموم · ملوي · نواي · هور · البركورات · الريرمونين · العرين · معصرة بني نصر · مُقمص · تندة · سنجرج · قلبه · القلندونيات · منشية العز · أتقا · البراكيل · الوهطة وجزائرها · معصرة الريرمون · الأثلة · أبرهت                                                                    |
| أسيوط    | القوصية   | قوص قام · مير · العرامية · بلهمه |
| أسيوط    | ديروط     | أمشول · كفر باويط · ببلاو · دروط سربام · ساو · بو الهدر · السقاية · المطاولات · بانوب · دشلوط · سرقنا · سنبو · نواجه · الكُدية · ميساره |

### نواحي اندثرت مُحدّدة الموقع
| القرية               | ملاحظات |
| -------------------- | --- |
| الحمام               | ذكرها ابن مماتي في أعمال الأشمونين، وأرضها اليوم تابعة لناحية ديروط الشريف. |
| الروّاحه              | ذكرها ابن الجيعان في أعمال الأشمونين، ومحلها اليوم «حوض الرواحه» التابع لناحية الأشمونين. |
| المرج الشرقي والغربي | ذكرها ابن الجيعان في أعمال الأشمونين، وأرضها اليوم تابعة لناحية الأشمونين. |
| أنصنا                | من النواحي القديمة، أسسها الإمبراطور الروماني هادريان سنة 183م باسم «أنطينوبولس»، في موقع قرية مصرية قديمة كانت تسمى «بيسا»، ولما دخل العرب سمّوها «أنصنا»، وذكرها ابن مماتي وابن الجيعان في أعمال الأشمونين، ولكنها خربت في أوائل القرن الثالث عشر الهجري، وأُلحقت أرضها بقرية الشيخ عبادة. |
| باط                  | ذكرها ابن مماتي وابن الجيعان في أعمال الأشمونين، ومحلها «حوض باط» التابع لناحية أسمو العروس. |
| جزيرة الحجر          | ذكرها ابن الجيعان في أعمال الأشمونين، وأرضها اليوم تابعة لناحية البياضية. |
| جزيرة دروة سربام     | ذكرها ابن الجيعان في أعمال الأشمونين، وأرضها اليوم تابعة لناحيتي نزلة العوامر والحوطا. |
| حصة بنشها            | ذكرها ابن مماتي وابن الجيعان في أعمال الأشمونين، وأرضها اليوم تابعة لناحية بني أحمد. |
| دمشاو شلول           | ذكرها ابن مماتي وابن الجيعان في أعمال الأشمونين، ومحلها اليوم «حوض غياضة الوسطاني» و«حوض غياضة القبلي» التابعين لناحية سمالوط. |
| دير العسل            | ذكرها ابن مماتي وابن الجيعان في أعمال الأشمونين، وأرضها اليوم تجاور ناحيتي طهنشا وبني أحمد. |
| قبالة التلادة        | ذكرها ابن مماتي في أعمال الأشمونين، وقال هي من توابع سملّوط، ومحلها اليوم «حوض الشيخ تلادة» التابع لناحية دير سمالوط. |
| مقطون                | ذكرها ابن الجيعان في أعمال الأشمونين، وأرضها اليوم موزعة على نواحي إبشادات وشعراوي ونزلة حرز. |

### نواحي اندثرت مجهولة الموقع
- القلمتين[15]
- القُليعه[12]
- أوسية بو السرى[22]
- جزيرة ابن حماد[45]
- جزيرة ابن حمام[45]
- جزيرة البوصية[45]
- جزيرة بلهما[11]
- جزيرة جمعة[11]
- جزيرة طوق[45]
- جزيرة فخر ونصار[18]
- جزيرة مهلهل[24]
- جزيرة وادي الطائر[18]
- دُلنس[18]
- دير بانوب[5]
- دير باهور[5]
- دير بيهو[4]
- دير طحنشها[23]
- سفليح[7]
- قِرَى جُرَيّ[28]
- قلونه[28]
- هفورو[27]